# Ruta Estatal de California 263
La Ruta Estatal de California 263, abreviada SR 263 (en inglés: California State Route 263) es una carretera estatal estadounidense ubicada en el estado de California. La carretera inicia en el Sur desde la SR 3     en Yreka en sentido Norte hasta finalizar en la SR 96     cerca de Yreka. La carretera tiene una longitud de 13,1 km (8.125 mi).

## Mantenimiento
Al igual que las autopistas interestatales, y las rutas federales y el resto de carreteras estatales, la Ruta Estatal de California 263 es administrada y mantenida por el Departamento de Transporte de California por sus siglas en inglés Caltrans.